# Joanne Arseneau
Pour les articles homonymes, voir Arseneau.
Joanne Arseneau est une scénariste canadienne.

## Biographie
Joanne Arseneau est une scénariste québécoise. Elle a écrit et collaboré à plusieurs productions télévisuelles et cinématographiques au cours de sa carrière.

## Filmographie
- 1991 : Le Complexe d'Édith
- 1996 : 10-07: L'affaire Kafka (feuilleton TV)
- 1999 : Le Dernier Souffle
- 2001 : La Loi du cochon
- 2005 : Sans elle
- 2008 : Babine(conseillère à la scénarisation de Fred Pellerin)
- 2011 : 19-2 (série policière - Saison 1) Source: http://19-2.radio-canada.ca/Emission/Equipe.aspx
- 2012 : Les Rescapés (saison 2)  (télésérie écrite en collaboration avec Fred Ouellette)
- 2014 : Le Clan (minisérie)
- 2017 : Faits divers (série télévisée) (saison 1)
- 2018 : Faits divers (série télévisée) (saison 2)
- 2020 : Faits divers (série télévisée) (saison 3)